# Агуане
Агуане — сверхъестественные существа в кельтской мифологии. В средневековом европейском фольклоре, и прежде всего в итальянском, воспринимались как демонические существа. Живут они в альпийских лугах и оберегают чистоту воды. Выглядят, как высокие красивые женщины с длинными распущенными волосами. К людям относятся дружелюбно, однако могут им и навредить в том случае, если человек замутит воду в горном источнике или будет невежливо относится к этим существам. В этом случае Агуане могут утащить человека под воду или заманить в пещеры, и там его сожрать.